# Earthquake Lake
Earthquake Lake również Lords Lake i Quake Lake – jezioro zaporowe położone na granicy amerykańskich hrabstw Madison i Gallatin w stanie Montana w paśmie górskim Madison Range. Wzdłuż północnego brzegu jeziora ciągnie się droga Montana Highway 287.
Jezioro powstało 17 sierpnia 1959 roku w trakcie trzęsienia ziemi, które nawiedziło region Parku Narodowego Yellowstone. Osuwiska, będące skutkiem wstrząsów, zablokowały koryto rzeki Madison. W wyniku powstania naturalnej tamy zostały zatrzymane ogromne ilości wody. W obawie przed możliwością runięcia zapory Korpus Inżynieryjny Armii Stanów Zjednoczonych rozpoczął prace nad budową kanału o szerokości około 76 m i głębokości ponad 4 m. Kanał uruchomiono 10 września 1959 roku. Dodatkowo został wybudowany drugi kanał, który miał zapobiec erozji; jego uruchomienia nastąpiło 29 października.
Długość jeziora wynosi około 7,5 km, szerokość (w najszerszym miejscu) – około 580 m, a średnia głębokość – 58 m. Poziom wód na rzece Madison i w jeziorach Earthquake i Ennis jest kontrowany przez zaporę wodną Hebgen.
W jeziorze żyją populacje pstrąga tęczowego i pstrąga potokowego. Powstanie zatoru w biegu rzeki Madison przyczyniło się do powstania nowego siedliska tych ryb. Ponadto wśród fauny występują owady z rzędu widelnicowatych Pteronarcys californica i Calineuria californica.